# Hagi Saburō
Hagi Saburō (jap. 萩三郎; * 22. Oktober 1895 in der Präfektur Ishikawa; † 5. September 1964) war ein Generalleutnant der Kaiserlich Japanischen Armee.

## Leben
Hagi Saburō besuchte die Kadettenanstalt Tokio sowie die Zentrale Kadettenanstalt und begann danach eine Ausbildung an der Kaiserlichen Heeresoffizierschule, die er im Juni 1917 abschloss. Danach wurde er zum Leutnant befördert und zum 35. Infanterieregiment versetzt. Nach verschiedenen Verwendungen absolvierte er im November 1925 die Kaiserliche Heereshochschule und wurde im August 1926 zum Hauptmann befördert. Er war bei weiteren Verwendungen unter anderem Kompaniechef, Stabsoffizier im Militärbüro des Heeresministeriums sowie im Armeearsenal. Er absolvierte zudem ein Studium an der Graduiertenschule für Recht und Politik der  Juristischen Fakultät der Universität Tokio und erhielt im August 1932 seine Beförderung zum Major. Im November 1932 wurde er zuerst Kommandeur eines Bataillons des 6. Infanterieregiment sowie anschließend Stabsoffizier im Stab der 19. Division, der sogenannten „Tiger-Division“. Er war daraufhin Stabsoffizier in der Generalinspektion für militärische Ausbildung und erhielt dort im August 1936 seine Beförderung zum Oberstleutnant.
Daraufhin fungierte Hagi Saburō zwischen dem 1. November 1937 und dem 19. Mai 1939 als Stabsoffizier im Stab der Kwantung-Armee und wurde als solcher am 15. Juli 1938 zum Oberst befördert. Im Anschluss war er vom 19. Mai 1939 bis zum 11. März 1942 Stabsabteilungsleiter der 5. Armee sowie zwischen dem 11. März 1942 und dem 11. September 1943 Chef des Stabes der 26. Division, der sogenannten „Quelle-Division“. In dieser Verwendung erfolgte am 1. August 1942 seine Beförderung zum Generalmajor. Er bekleidete vom 11. September 1943 bis zum 26. Dezember 1944 den Posten als Chef des Stabes der 4. Armee sowie im Anschluss zwischen dem 26. Dezember 1944 und der Kapitulation Japans am 2. September 1945 als Chef des Stabes der 5. Regionalarmee und damit Nachfolger von Generalmajor Kimura Matsujirō. Er war zugleich vom 1. Februar bis zum 2. September 1945 auch Chef des Stabes der Regionalarmee Norddistrikt und wurde am 30. April 1945 zum Generalleutnant befördert.